# Vitstrupig skriktrast
Vitstrupig skriktrast (Argya gularis) är en fågel i familjen fnittertrastar inom ordningen tättingar. Arten är endemisk för Myanmar.

## Utseende
Vitstrupig skriktrast är med kroppslängden 25–27 cm en relativt stor skriktrast med lång stjärt ochg karakteristiskt vitt på strupe och bröst. I övrigt är den mörkstreckad ovan och beigefärgad till roströd på buken. 

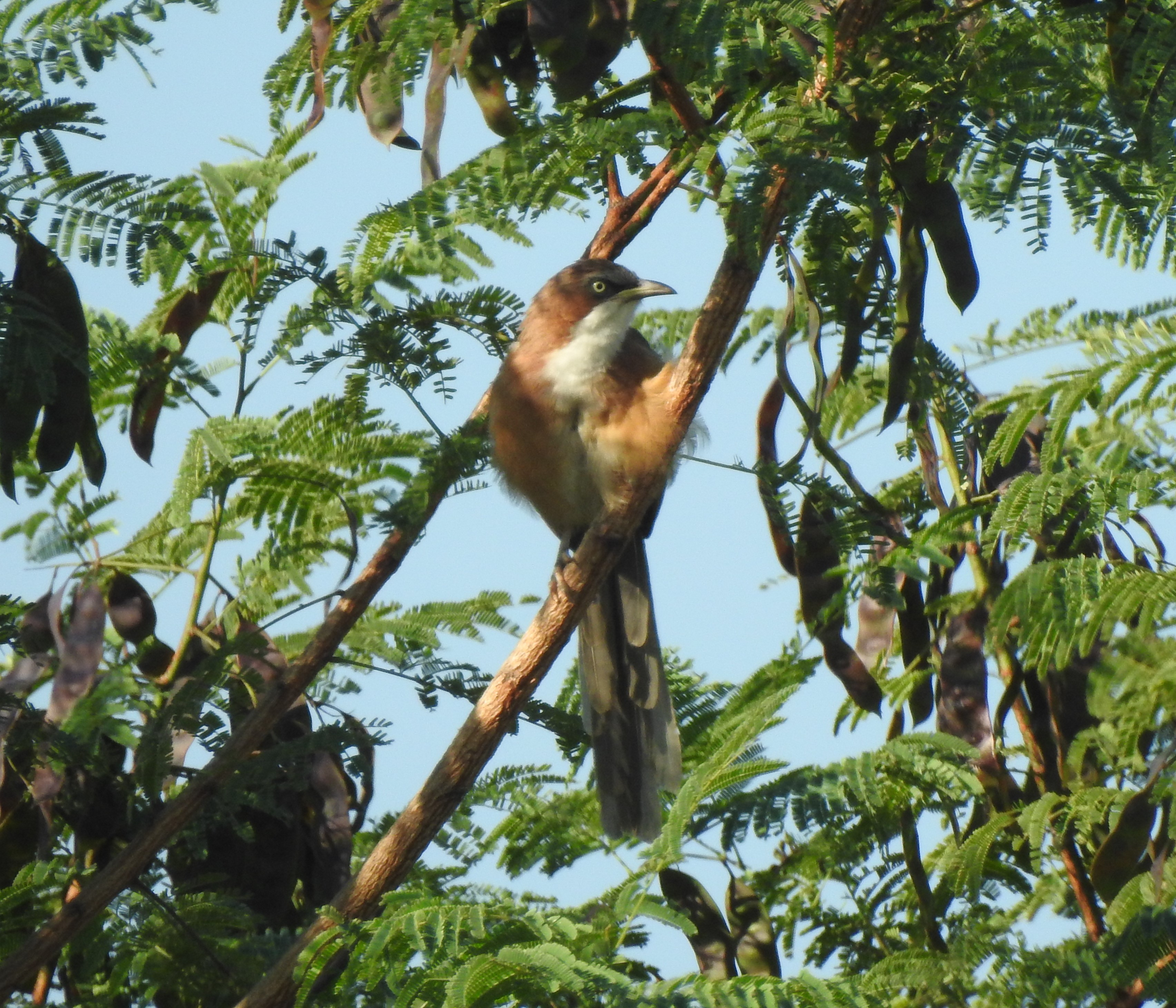

## Utbredning och systematik
Fågeln förekommer enbart på torra gräsbevuxna slätter i centrala och södra Myanmar. Den behandlas som monotypisk, det vill säga att den inte delas in i några underarter.

### Släktestillhörighet
Vitstrupig skriktrast placeras traditionellt i släktet Turdoides. DNA-studier visar dock dels att skriktrastarna kan delas in i två grupper som skilde sig åt för hela tio miljoner år sedan, dels att även de afrikanska släktena Phyllanthus och Kupeornis är en del av komplexet. Idag delas därför vanligen Turdoides upp i två släkten, å ena sidan övervägande asiatiska och nordafrikanska arter i släktet Argya, däribland vitstrupig skriktrast, å andra sidan övriga arter, alla förekommande i Afrika söder om Sahara, i Turdoides i begränsad mening men inkluderande Phyllanthus och Kupeornis.

## Levnadssätt
Vitstrupig skriktrast hittas i torra områden som buskmarker i halvöknar, törnhäckar, snår och utkanter av jordbruksmarker, ofta nära bebyggelse. Den livnär sig av insekter som den mestadels födosöker efter på marken i smågrupper, vanligen sju individer. 

### Häckning
Arten häckar nästan året runt, dock med en topp från mars till maj. Det skålformade boet av gräs, kvistar och rötter placeras i en buske, häck eller till och med i en spaljé.

## Status och hot
Arten har ett rätt begränsat utbredningsområde men det finns inga tecken på vare sig några substantiella hot eller att populationen minskar. Utifrån dessa kriterier kategoriserar IUCN arten som livskraftig (LC).